# Faronta obscura
Faronta obscura là một loài bướm đêm trong họ Noctuidae.